# Atlantic Storm
Atlantic Storm ist die Bezeichnung für ein Pandemie-Planspiel vom 14. Januar 2005 in Washington, DC. Ein terroristischer Angriff mit Biowaffen wurde simuliert, um die Schwäche und den Handlungsbedarf der transatlantischen Gesundheits- und Sicherheitssysteme bei einem plötzlichen Ausbruch hochinfektiöser Krankheiten deutlich zu machen. Neu im Vergleich zu bisherigen Übungen war die internationale Besetzung durch hochrangige Politiker, der Schwerpunkt auf internationaler Koordination und der Wechsel von der terroristischen Perspektive zur pandemischen.

## Szenario
Die Regierungschefs der USA, Großbritanniens, Kanadas, Deutschlands, Frankreichs, Italiens, Schwedens, der Niederlande, Polens sowie die Leiter der EU-Kommission und der Weltgesundheitsorganisation (WHO) kamen zu einem so genannten transatlantischen Sicherheitsgipfel zusammen und erfuhren dort unvorbereitet von Infektionsfällen mit Pocken, die sich als Ergebnis terroristischer Anschläge an verschiedenen Orten in der ganzen Welt herausstellten. Daher treffen sich die Politiker am nächsten Tag für sechs Stunden. Die Pockenepidemie breitet sich rasend aus. Herausforderungen sind unter anderem die Spannungen zwischen Innen- und Außenpolitik, die Kontrolle der Bewegung von Menschen über die Grenzen hinweg und der weltweite Mangel an medizinischen Ressourcen, etwa einem Pockenimpfstoff.
Die Übung sollte „die zahlreichen komplizierten globalen Herausforderungen verdeutlichen, die sich im Falle einer großflächigen Epidemie von Infektionskrankheiten ergeben würden, unabhängig davon, ob diese durch einen bioterroristischen Angriff oder einen natürlich auftretenden Ausbruch verursacht wird“.

## Untersuchungsaspekte
- Zusammenarbeit von Ländern der transatlantischen Gemeinschaft in Gesundheits- und Sicherheitsfragen
- Die Rolle internationaler Organisationen wie NATO, EU und UN
- Einfluss innenpolitischen Drucks auf die internationale Zusammenarbeit der Staatsführungen
- Verteilung der Ressourcen und Rolle der WHO
- Einschränkungen der Reisefreiheit und wirtschaftliche Konsequenzen
- Unterrichtung der Öffentlichkeit und der Medien[4]

## Finanzierung
Finanziert wurde das Planspiel durch die Alfred P. Sloan Stiftung, the German Marshall Fund und die Nuclear Threat Initiative. Unterstützt wurde es außerdem durch das Center for Biosecurity of UPMC, das Center for Transatlantic Relations der Johns-Hopkins-Universität und das Transatlantic Biosecurity Network.

## Teilnehmer und ihre Rollen
1. Madeleine Albright als Präsidentin der Vereinigten Staaten
2. Sir Nigel Broomfield, Premierminister des Vereinigten Königreichs
3. Gro Harlem Brundtland, Generaldirektor der WHO
4. Jerzy Buzek, Premierminister von Polen
5. Klaas de Vries, Premierminister der Niederlande
6. Jan Eliasson, schwedischer Premierminister
7. Werner Hoyer, Mitglied des Deutschen Bundestages und ehemaliger stellvertretender deutscher Außenminister, er spielte den Bundeskanzler der Bundesrepublik Deutschland
8. Bernard Kouchner, Präsident Frankreichs
9. Erika Mann, Präsidentin der Europäischen Kommission
10. Barbara McDougall, Premierminister von Kanada
11. Stefano Silvestri, Premierminister von Italien
12. Éric Chevallier, Exekutivsekretär

## Schlussfolgerungen
Die Auswertung der Übung kam zu dem Schluss, dass Pläne für eine koordinierte Antwort auf Biowaffenangriffe und Epidemien ausgearbeitet werden müssten. Diese Pläne sollten Einzelheiten der Strategie und Durchführung berücksichtigen, die vergleichbar mit Maßnahmen internationaler Sicherheitsorganisationen für militärische Bedrohungen seien.
Erster Schritt der Planung sollte ein holistischer Ansatz sein, nicht nur wie bisher die Lagerung von Impfstoffen oder die Ausbildung medizinischen Personals. Institutionen der öffentlichen Gesundheit und Sicherheit sollten integriert werden und grenzüberschreitend arbeiten. Im zweiten Schritt sollte die internationale Gemeinschaft ein Informationssystem aufbauen, um die Leitungsorgane mit Informationen zu versorgen und Informationen weiterzugeben und auszutauschen. In der Übung erhielten sie mehr Informationen als in einer tatsächlichen Krise. Der dritte Schritt betrifft die Entwicklung diagnostischer Instrumente, der vierte die effiziente Verteilung von Impfstoffen.

## Kommentare und Kritik
Werner Hoyer, der den deutschen Kanzler darstellte, kommentierte:
Für jemanden, der seit Jahren im Bereich Sicherheit und Verteidigung im traditionellen Sinne tätig ist, war dies eine überraschende und atemberaubende Übung... Das ist etwas, dessen sich nur eine kleine Minderheit von Politikern in Europa bewusst ist.
Erika Mann, die die EU-Kommissionspräsidentin darstellte, schilderte in der Zeit ihre Eindrücke und stellte kritische Fragen hinsichtlich der Rolle der EU gegenüber nationalen Interessen und Alleingängen, etwa hinsichtlich der Verteilung der Impfstoffe.

Amy Maxmen und Jeff Tollefson kommentierten in Nature, die Teilnehmer hätten wie auch bei Dark Winter erlebt, wie Machtkämpfe zwischen Politikern auf unterschiedlichen Ebenen Maßnahmen gegen eine Epidemie mit rasant steigenden Infektionszahlen behindern können. 
Krankenhäuser waren vom Zustrom an Patienten überfordert, und die nationalen Impfstoffvorräte reichten nicht aus. Die Ergebnisse der Simulationen führten zusammen mit den noch frischen Erinnerungen an terroristische Anschläge und Milzbrand-Attentate im Jahr 2001 dazu, dass der US-Kongress handelte, sagt Tom Inglesby, Leiter des Center for Health Security an der Johns Hopkins University in Baltimore, der auch an der Leitung beider Planspiele beteiligt war.
Für Richard A. Chilcoat, Joseph R. Cerami und Patrick Baetjer hat die Übung gezeigt, dass es im Interesse der USA und anderer Länder sei, sicherzustellen, dass es so wenige schwache Verbindungsglieder wie möglich gebe. Entwickelte Länder könnten nur so sicher sein wie das schwächste Gesundheitssystem unter allen Ländern der Welt, zumal ihre eigenen Gesundheitssysteme auf Krisen nicht vorbereitet sind. Daher müsste die USA vor allem die WHO stärken, deren Schwäche im Planspiel zum Erstaunen der Beteiligten offenbar geworden sei.
Kritisch äußerte sich Milton Leitenberg: Er stellte die Qualifikation der Beteiligten in Frage. Bei den Voraussetzungen der Pandemie sei außerdem die Gefährlichkeit des Virus überschätzt und damit die Möglichkeit von Maßnahmen unterschätzt worden. Des Weiteren seien den Terroristen von Al Kaida bislang unbestätigte Fähigkeiten zugeschrieben worden, ihre Ausbildung, Expertenwissen und ihr Zugang zu russischen Laboren seien ebenso unwahrscheinlich wie der Herstellungsort, eine Brauerei in Klagenfurt, und die Art der Verbreitung durch Anschläge an unterschiedlichen Orten zur selben Zeit.

## Internetquellen
- Center for Health and Security
- Atlantic Storm bei UPMC
- ATLANTIC STORM beim United States Army War College